# Mistrovství Asie a Oceánie v ledním hokeji do 18 let 1993
Mistrovství Asie a Oceánie v ledním hokeji do 18 let 1993 byl desátý asijský U18 turnaj v ledním hokeji. Konal se od 6. do 12. března 1993 v Soulu v Jižní Koreji. Turnaje se zúčastnilo pět družstev, která hrála jednokolově každé s každým. Vítězství si při své premiéře na turnaji připsali junioři Kazachstánu před juniory Japonska a juniory domácí Jižní Koreje.

## Výsledky
|    |             | Kazachstán | Japonsko | Jižní Korea | Čína | Austrálie | V | R | P | VG | OG  | B |
| 1. | Kazachstán  | ***        | 7:0      | 11:0        | 13:0 | 57:0      | 4 | 0 | 0 | 88 | 0   | 8 |
| 2. | Japonsko    | 0:7        | ***      | 11:2        | 11:0 | 43:0      | 3 | 0 | 1 | 65 | 9   | 6 |
| 3. | Jižní Korea | 0:11       | 2:11     | ***         | 3:1  | 26:1      | 2 | 0 | 2 | 31 | 24  | 4 |
| 4. | Čína        | 0:13       | 0:11     | 1:3         | ***  | 25:0      | 1 | 0 | 3 | 26 | 27  | 2 |
| 5. | Austrálie   | 0:57       | 0:43     | 1:26        | 0:25 | ***       | 0 | 0 | 4 | 1  | 151 | 0 |